# 民族自決

ヨーロッパにおける民族自決 (1920年)

民族自決（みんぞくじけつ、英: ethnic self-determination）とは、各民族・人民がみずからの意志によってその運命を決定するという政治原則。
民族自決には「外的自決」と「内的自決」の2つの意味がある。
外的自決は、人民が植民地状況を脱し、独立を達成したり、他国と連携をしたり、はたまた施政国と統合をすることである。
「植民地人民」を享有主体とする場合の外的自決権については、国際連合憲章のときには権利としては認められていなかったが、植民地独立付与宣言や友好関係原則宣言などを通して権利として認められるようになった（民族自決権）。
一方内的自決は、一国内で政治的地位や経済的地位を自由に決定するという意味である。
政治的地位の決定を「政治的自決」、経済的地位の決定を「経済的自決」ということもある。

## 歴史的沿革

### 20世紀以前の民族自決と歴史的事例
民族自決の初期の出来事はフランス革命やアメリカ独立戦争などが挙げられる。これらの出来事によりナショナリズムの基礎が誕生し、民族自決へとつながった。
その後、フランス革命は欧州中に影響を与え、諸国民の春などが巻き起こった。以降イスパノアメリカ独立戦争やドイツ統一等各地で民族自決を目指す出来事が起こることとなった。

### 第一次世界大戦・第二次世界大戦期の民族自決とその歴史的事例
1917年、ロシア革命中にウラジーミル・レーニン率いるソビエト政権による布告「平和に関する布告」は、「無賠償・無併合・民族自決」に基づく即時講和を第一次世界大戦の全交戦国に提案した。この民族自決は、ヨーロッパ・非ヨーロッパの区別なく、政権・多民族国家などによる、植民地を含めた他領土・他民族の強制的「併合」を否定し、個々の民族の自決を全面的に支持した内容であった。アメリカ合衆国大統領のウッドロウ・ウィルソンはこの布告を「世界に貴重な原則を示した」と評価した。しかしフランスやイギリスなどの同盟諸国はこの布告を無視した。1918年、ブレスト＝リトフスク条約で、ロシアは第一次世界大戦から正式に離脱し、さらにフィンランド、エストニア、ラトビア、リトアニア、ポーランド、ウクライナ及び、トルコとの国境付近のアルダハン、カルス、バトゥミに対するすべての権利を放棄した。
ウッドロウ・ウィルソンが1918年に発表した「十四か条の平和原則」の第5条で制限的な民族自決に言及し、それが翌年のヴェルサイユ条約での原則となった。これにより、オーストリア＝ハンガリー帝国などが分国し、アイルランド、フィンランド、バルト三国、ポーランド、チェコスロバキア、セルビア人=クロアチア人=スロベニア人王国（後のユーゴスラビア王国）が、アジアやアフリカでは、モンゴル・アフガニスタン・イラク・イエメン・エジプトが独立を果たした。しかしイギリスやアメリカ合衆国は海外に植民地を有しており、民族自決はあくまでヨーロッパ内部にのみ適用されたルールであったため、非西欧諸国で生じた独立運動に対し政府は弾圧の姿勢を取り続けた（インドにおける民族自決運動に対するイギリス政府の対応）。しかも、民族自決の理念の基独立を果たした東欧諸国も様々な民族が混在する中で連合国の都合で国境が画定されたため、その後も民族間での不満が燻り続けた。また、これを逆手に取り周辺地域に住むドイツ系住民の保護や民族自決の適用を理由にナチス・ドイツがこれらの地域を併合し、第二次世界大戦を引き起こすに至った。

#### インドにおける民族運動の展開

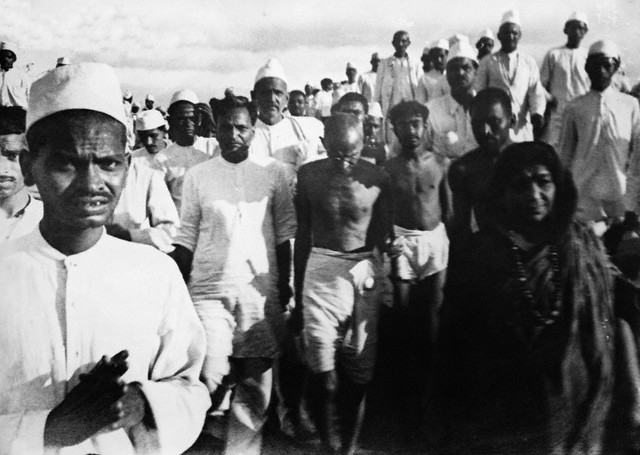
塩の行進：イギリス政府による塩への課税を植民地支配の象徴と捉え、法を犯して塩づくりを行うことで植民地支配に対抗した。

第一次世界大戦中、イギリスは民族自決という国際世論の圧力に押され、インドに自治を独立したものの、大戦後の1919年インド統治法は自治とは程遠い内容であり、同年に制定されたローラット法に基づき、イギリスは抗議運動をしていた民衆に発砲するといった強圧な態度を取った。これに対しガンディーは、非暴力を掲げた民族運動を実施したものの、農民による警官殺害事件を機に生じた民族運動方針の対立により頓挫した。その後インド統治法を制定するための憲政改革調査委員会にインド人が含まれていなかったことに不満を抱いた現地民を中心として民族運動が激化し、1929年にはネルーらの急進派が完全独立を訴える中、1937年には州選挙が実施された。第二次世界大戦が始まり、完全独立のための民族運動は、イギリス政府により弾圧され、ガンディーなどは投獄された。

### 冷戦期の民族自決とその歴史的事例
近世初頭（16世紀から17世紀）において、植民地諸国はあくまで宗主国の対象として見られていたが、19世紀には宗主国の超過利潤追求のための支配の客体として位置づけられるようになった。しかし第二次世界大戦を通じ、植民地施政国は経済的に疲弊し、植民地諸国に権力の空洞が生じた。アメリカは植民地における民族自決に好意的な態度をとり、冷戦の中で共産主義陣営に第三世界の国々がつくことへの懸念などが原因となって、「植民地独立付与宣言」などを経て植民地体制が国際社会で非難される中で植民地を手放さざるを得なくなった。こうして植民地体制は結果として崩壊した。
帝国主義の下で西欧列強の植民地となっていた国々では、民族自決原則に立脚した独立・建国運動が多くの非西欧地域で展開されていた。その運動は植民地体制の崩壊という現実の中で実現し、結果として元植民地諸国が国際社会に参画し「国際社会の構造変化」が起こった。それらの国々が国際連合総会において決議採択を集団で働きかけることで実行が積み重なっていき、「友好関係原則宣言」採択過程のアメリカの発言に見られるように「「世界史の現段階では自決権は政治的要請ではなく、現代国際法の確立した原則」となったのである。
民族自決原則を根拠に独立を達成した発展途上国は、「経済的自立がなければ真の独立はあり得ない」として自決権の経済的側面（経済的自決権）を強調した。またアパルトヘイト問題など人種差別にに対する自決権（政治的自決権）の適用も主張された。さらに1970年ごろから経済発展のための様々な観点での国際協力を目的とした新たな人権論として「第三世代の人権」も提唱され始める。

### 冷戦後の民族自決権
1990年以降ほとんどすべての植民地が解消した。冷戦による超大国の力が弱まる中で、多民族国家では主権国家からの独立の動きもいくつか起きた（ユーゴスラビア、チェコスロバキアの事例など）。

## 確立過程
民族自決は国際文書や国際司法裁判所の判決・勧告的意見などで判示され、さらにアジアアフリカ諸国の民族自決運動による独立という実行の中で政治原則から法的権利として確立した。

### 国際会議における実践

#### 国際連合憲章(1945)
国際連合憲章（国連憲章）において民族自決に関わる部分は、国連憲章第1条（目的）第2項と第55条（経済的および社会的国際協力の目的）の2つである。民族自決とのかかわりあいは、ソヴィエト社会主義共和国連邦により条文に組み込まれた。

一般的に国際連合憲章において自決権が法的権利として認められたと解することは難しいし、国際連合憲章第1条2項並びに第55条を援用して自決権による植民地地域からの独立を訴えることは難しい。理由は大きく3点ある。
1点目は「人民の同権および自決の原則の尊重」という文言である。原則の尊重から、権利として認められていないことは明白である。
2点目は「人民の同権と自決の原則の尊重に基礎を置く諸国間の友好関係を発展させること並びに世界平和を強化する」という文言である。ここから、人民の同権と自決の原則はあくまで諸国間の友好関係の発展と世界平和の強化の修飾語に過ぎず、第1条2項の文言の重点は人民の同権と自決の原則ではなく、諸国間の友好関係の発展と世界平和の強化である。
3点目は国連憲章全体を見たときの「信託統治地域」と「非自治地域に関する宣言」の2つの条文との文脈上の整合性である。信託統治地域の文言には以下のようにある。
国連憲章第76条の下線部の趣旨を厳密に解釈すると、独立へ向かってとあるのであって独立の達成を義務をしていない。第73条に至っては自治の発達のみであり、非自治地域の独立については一切考慮に入れられていないことが分かる。
以上から自決権を法的権利として解することは難しいというのが通説的見解なのである。

#### 植民地独立付与宣言（国連総会決議1514）(1960採択)
1960年12月14日に「植民地諸国、諸人民に対する独立付与に関する宣言」が、国連総会で賛成89票、反対0票、棄権9票で採択された。
当宣言は、人民の自決を基礎とし、あらゆる形態の植民地主義を終結させる意図が明記されているという特徴を持っている。言い換えれば、「植民地独立付与宣言」は植民地人民の従属からの「外的自決」を趣旨としたものであるということになる。

#### 国際人権規約(1966採択)
国際人権規約は、「世界人権宣言」（1948年採択）の条約化・義務化を目指して1950年ごろから策定準備作業が行われ、1966年に採択された条約である。1952年には非同盟諸国と社会主義諸国の支持のもとに、国際人権規約案の中に自決権の条項が入れられるべきであるという決議が採択され、1955年に自決権の条項が完成した。現在は国際人権規約共通第1条に自決権の規定が盛り込まれている。
ただ植民地保有国は、国際人権規約の中に自決権に関する規定を含むことに根強い反抗態度を取った。なぜならば国際人権規約は、人権と基本的自由を国際的に保障する多国間条約であり、したがって自決権の規定が入ることで自決権の法的確立を一層確実にすると考えたからであった。自決権の法的保障は自決権の否定を本質とする植民地主義の否定につながることを植民地保有国は恐れたのである。したがって国際人権規約策定においては、「自決は原則か権利か」、「自決権は盛り込む方が適切か否か」で植民地保有国とアジア・アフリカ諸国間で議論が紛糾した。
国際人権規約を見ると、植民地人民から「すべての人民」へと自決権の適用範囲が広がり、「政治的地位を自由に決定する」という「内的自決」を仄めかしているともとれる文言が加わった。しかし「自己自身の統治形態を選択する」権利といった具体的な権利を示唆した決議案が採択されなかったこと、そして当時まだ植民地支配のもとで人権が保障されていないことに大方の問題意識があったことから、「外的自決」が念頭にあった。

#### 友好関係原則宣言（国連総会決議2625）(1970採択)
「国際連合憲章に従った諸国間の友好関係及び協力についての国際法の原則に関する宣言」（友好関係原則宣言）の議論は1960年から議論が積み重ねられていたが、「自決権」の規定に関しては1969年で初めて合意点が生まれるといった厳しい状況であった。しかしながら起草委員会などでの非公式の討議を通じて合意が積み重ねられていき、1970年にはコンセンサスで採択された。

##### 自決権の法的性格の承認
当宣言の議論過程における大きな特徴は、今まで自決権が政治規則であると主張していた西側が1966年の議論において自決権の法的性格を認めたことだ。このようにして自決権が法的性格を持つことには議場内で見解の一致が取れたものの、「自決権の持つ法的性格の意味合い」については見解が二分していた。社会主義国・非同盟諸国は、概して全ての人民は自決の権利を有するとする案を提出していたが、西側諸国の案は人民の同権と自決の原則を尊重する国家の義務を訴えるのみであった。ただ非同盟諸国が「国際人権規約第1条や植民地独立付与宣言などの国連の豊かな慣行が自決は権利であることを確認してきた」という主張の前に西側は後退を余儀なくされ、社会主義国・非同盟諸国の立場の勝利を決定づける文言になった。

##### 内的自決理論の胎動
内的自決の理論の出発点として友好関係原則宣言が引用される。内的自決は一般に体制選択の意味合いで理解される。国家を内部から規定される政治体制、経済体制に関して「自分で決める」ということを訴えるのが内的自決理論である。

西側諸国の国際法学者を中心として、友好関係原則宣言の以下の該当箇所を反対解釈することによって導かれた。
後半部は、「人種差別のない、領域に属する人民全体を代表する政府を有する主権独立国家では」領土保全を毀損する分離行動をしてはいけないという趣旨である。これを逆に捉えれば、人種差別があって、人民全体を代表していない政府を有する主権独立国家であれば、領土保全を毀損する分離行動をやってはいけないわけではないくらいの解釈が可能になる。

### 国際司法裁判所の判例・勧告的意見
友好関係原則宣言における「民族自決の法的性格の承認」は、国際司法裁判所の判例においても確認された。

#### ナミビア事件(1970)
委任統治制度は、国際連合信託統治理事会の発足とともに、国際連合が直接ナミビアに対する責任を負うことによって消滅したが、当時のナミビアの施政国であった南アフリカは、依然としてナミビアに留まり続け、信託統治地域への移行を拒否した。
このナミビア事件をめぐり、国際連合安全保障理事会は1969年に決議276号を採択し、委任統治終了後に南アフリカ政府が行ったあらゆる行為は違法かつ無効と宣言した。翌年、国際司法裁判所は「当該安保理決議にもかかわらず、南アフリカがナミビアに留まり続けていることの法的帰結」に関する勧告的意見を求められた。
国際司法裁判所は「国際文書はその解釈の時に広く行き渡っている法制度全体の枠内で解釈され、適用されなければならない」としたうえで、国際連合憲章、植民地独立付与宣言などの変化を踏まえ、人民の自決と独立を承認し、実質上自決権を法的権利として承認した。

## 普遍化
内的自決理論の胎動に見られるように、元来植民地過程からの打開のためのイデオロギー（「外的自決」としての民族自決権）として専ら用いられていた民族自決権は、法的権利としての承認とともにその意味内容を敷衍させていった。（→「内的自決」の誕生，享有主体の拡大（少数者（マイノリティ）・先住民族など））

### 内的自決の進展

#### ヘルシンキ宣言(1975)
「友好関係原則宣言」後の1975年、ヘルシンキにて全欧安全保障協力会議が開かれ、締結された「参加国の関係を律する諸原則に関する宣言」（ヘルシンキ宣言、ヘルシンキ最終決定書）の第8原則（人民の同権と自決）は、内的自決に関して意義がある文書である。「常に」、「外部の干渉を受けることなく」「完全に自由に」また「その欲するときまたその欲するように」その国内的・対外的な政治的地位を決定し、そしてその政治的、経済的、社会的、文化的発展を望むように追求する権利を有するものとされた。

## 現在
植民地の独立がほぼ達成された今日では、国家内部の先住民・少数民族を含む民族にも自決権が及ぶかどうかが議論の対象となっている。また民族自決の内容については、学説上、そして国連加盟国の実践や議論においても一致していない部分が多々見られる。ゆえ、各々が信ずる根拠づけを利用してその内容と拘束力を示している。
1つ目は、人民の自決権を国家主権とイコールで結びつける見解である。例えば「経済的自決権」や「天然資源に対する恒久的主権」の問題は歴史的に国有化、そしてそれに対する補償原則を求める動きの中で展開されてきた。
2つ目は人民の自決権を人権の一要素とし、自決権は人権の根底にあり人間の尊厳に関係する権利とする見解である。
3つ目は自決を自治とイコールで位置づける見解であり、自決を経済的・社会的・文化的発展段階に求めようとする。

## 他の国際法諸原則との関係
民族自決が国際法上の権利として確立していく過程で、他の国際法上の諸原則との関係性について討議の対象となった。

### 領土保全原則（英語版）と民族自決

#### 植民地独立付与宣言・友好関係原則宣言における議論
1960年12月14日に採択された「植民地諸国、諸人民に対する独立付与に関する宣言」の第6項の議論過程において民族自決と領土保全原則の問題は一旦植民地から独立を果たした国家からの分離独立の問題に焦点が当てられていた。ソヴィエト社会主義共和国連邦を例外として、国家の領土回復権、すなわち人民の自決権がいかなる国家の領土保全権をも害してはならないという解釈に反対はいなかった。
1970年にコンセンサス採択された「国際連合憲章に従った諸国間の友好関係及び協力についての国際法の原則に関する宣言」（友好関係原則宣言）については、1969年の友好関係原則宣言に関する特別委員会での討議過程において、「他のいかなる国家または領域の民族的統一および領土保全の一部または全部の分断を目的とするいかなる行為も慎む国家の義務」が合意されていた。